# 20 maj
20 maj är den 140:e dagen på året i den gregorianska kalendern (141:a under skottår). Det återstår 225 dagar av året.

## Återkommande bemärkelsedagar

### Nationaldagar
- Kameruns nationaldag (till minne av antagandet av den nya konstitutionen, som grundade enhetsrepubliken denna dag 1972)

### Övriga
- Världsbidagen
- Världsmetrologidagen (till minne av undertecknandet av meterkonventionen denna dag 1875)[1]
- Europas maritima dag

## Namnsdagar

### I den svenska almanackan
- Nuvarande – Karolina och Carola
- Föregående i bokstavsordning
  - Basilla – Namnet fanns, till minne av en högättad romersk jungfru, som led martyrdöden på 200-talet, även i formen Basilia, på dagens datum före 1780, då det utgick till förmån för Karolina.
  - Carola – Namnet infördes på dagens datum 1986. 1993 flyttades det till 3 december, men återfördes 2001 till dagens datum.
  - Caroline – Namnet infördes på dagens datum 1986, men utgick 1993.
  - Karolina – Namnet infördes på dagens datum 1780, då det ersatte det äldre Basilla, och har funnits där sedan dess.
  - Lina – Namnet infördes 1986 på 20 januari. 1993 flyttades det till dagens datum och utgick 2001.
- Föregående i kronologisk ordning
  - Före 1780 – Basilla eller Basilia
  - 1780–1900 – Karolina
  - 1901–1985 – Karolina
  - 1986–1992 – Karolina, Carola och Caroline
  - 1993–2000 – Karolina och Lina
  - Från 2001 – Karolina och Carola
- Källor
  - Brylla, Eva (red.): Namnlängdsboken, Norstedts ordbok, Stockholm, 2000. ISBN 91-7227-204-X
  - af Klintberg, Bengt: Namnen i almanackan, Norstedts ordbok, Stockholm, 2001. ISBN 91-7227-292-9

### Finlandssvenska almanackan
- Nuvarande från 2025[2] – Lilian, Karolina, Caroline, Lilja, Lilli, Lily
- I föregående revideringar[a][3]
  - 1929–1949 – Lilli
  - 1950–1994 – Lilli, Lilian
  - 1995–2014 – Karolina, Lilli, Lilian
  - 2015–2019 – Karolina, Lilli, Lilian, Lilja
  - 2020–2024 – Karolina, Lilian, Caroline, Lilja, Lilli, Lily

## Händelser
- 1604 – De fem ursprungliga krutkonspiratörerna (Robert Catesby, John Wright, Thomas Wintour, Thomas Percy och Guy Fawkes) lägger grunden för konspirationen på värdshuset Duck and Drake i London. Syftet är att mörda Englands kung Jakob I och därefter återinföra katolicismen som landets religion.
- 1867 – Storbritanniens drottning Viktoria lägger grundstenen till konserthallen Royal Albert Hall i London, efter att hon har skrivit under bygglovet i april. Hallen är uppkallad efter hennes gemål prins Albert, som är initiativtagare till bygget, men aldrig får uppleva byggandet, eftersom han har avlidit redan 1861. Efter fyra års byggtid invigs hallen den 29 mars 1871.
- 1873 – De båda till USA invandrade skräddarna Levi Strauss och Jacob Davis får patent på jeans med kopparnitar. Strauss klädesföretag har då funnits i 20 år, men det är genom de nitade arbetsbyxorna, som försäljningen börjar ta fart.
- 1875 – Representanter för 17 olika stater undertecknar i Paris den så kallade meterkonventionen, genom vilken grundas ett institut, som ska arbeta för att internationellt standardisera måttenheter och stärka metersystemet och dess utbredning i världen.
- 1883 – Den indonesiska vulkanen Krakataus nordligaste kägla Perbautan börjar pysa ut ånga. Det blir dock under de kommande dagarna endast ång- och askutsläpp, innan vulkanens aktivitet avstannar i slutet av maj. Den 16 juni börjar vulkanen bli aktiv igen och får ett kraftigt utbrott.
- 1900 – Hans Ludvig Lundgren (född 1845) dör, på grund av ett meteoritnedslag i Kvavisträsk.[4]
- 1902 – Kuba blir självständigt från USA.[5] Landet har varit i amerikanska händer sedan det spansk-amerikanska kriget 1898 och även om det nu formellt blir självständigt sker det på villkor, att USA fortsatt ska ha vittgående rättigheter att blanda sig i Kubas politik eller att intervenera militärt på ön. Detta upphör inte förrän kommunisterna under Fidel Castro tar makten i landet 1959.
- 1927 – Den amerikanske flygaren Charles Lindbergh inleder en flygning med sitt flygplan Spirit of St. Louis från Long Island utanför New York och blir därmed den förste i världen, som lyckas flyga ensam över Atlanten utan mellanlandningar. Han landar på Paris-Le Bourgets flygplats  i den franska huvudstaden Paris dagen därpå, efter att ha suttit bakom spakarna i 33,5 timmar. Samma dag 1932 startar Amelia Earhart sitt plan från Harbour Grace i Newfoundland och landar på Irland dagen därpå. Hon blir därmed, på femårsdagen av Lindberghs bragd, den första kvinna, som utför mästerstycket.
- 1934 – Jemen avträder formellt provinserna Najran, Asir och Jizan till Saudiarabien[6] genom fördraget i Taif. Detta fördrag avslutar det krig mellan länderna, som har varat sedan februari samma år och som har handlat om dessa provinser, då båda länderna sedan 1920-talet har hävdat rätten till dem. Genom fördraget regleras gränsen mellan länderna och det gäller än idag (2025).
- 1941 – Tyska fallskärmstrupper inleder en invasion av den grekiska ön Kreta, för att förhindra att britterna använder ön som bas. Operationen, som går under namnet Operation Mercurius, pågår till den 1 juni, då de grekiska och brittiska trupperna på ön är besegrade.
- 1956 – USA genomför den andra bombprovsprängningen under programmet Operation Redwing, genom att man släpper världens första vätebomb över Bikiniatollen i Stilla havet. Provsprängningarna vid denna atoll har pågått sedan 1946 och har gett upphov till att en tvådelad baddräkt har kommit att kallas bikini.
- 1987 – Den svenska fotbollsklubben IFK Göteborg spelar 1–1 mot skotska Dundee United FC i Uefacupfinalen på Tannadice Park i Dundee. Eftersom IFK Göteborg har vunnit det första mötet med 1–0 på Ullevi i Göteborg några dagar tidigare blir det sammanlagda resultatet 2–1 till IFK Göteborg, som därmed för andra gången vinner cupen. IFK:s segrar i tävlingen (1982 och 1987) är de enda gångerna ett nordiskt herrlag har vunnit någon av de stora europeiska cuperna.
- 2002 – 26 år efter den indonesiska invasionen av halvön Östtimor tvingas Indonesien, efter internationella påtryckningar, erkänna Östtimors självständighet. 1999 hölls en folkomröstning om områdets självständighet, men Indonesien har fram till denna dag vägrat erkänna omröstningens resultat, där 78,5 procent har röstat för självständighet. Den 27 september samma år blir Östtimor medlem i Förenta nationerna.
- 2006 – Finlands bidrag, heavy metalgruppen Lordi med låten ”Hard Rock Hallelujah”, vinner årets upplaga av Eurovision Song Contest med 44 poängs marginal till tvåan Ryssland. Detta blir Finlands första seger i tävlingen någonsin, trots att landet har deltagit sedan 1961.

## Födda
- 1470 – Pietro Bembo, italiensk diktare och humanist
- 1619 – Ernst Johan Creutz den äldre, svensk-finländsk friherre, ämbetsman och landshövding i Västmanlands län
- 1764 – Johann Gottfried Schadow, tysk skulptör och grafiker
- 1799 – Honoré de Balzac, fransk författare
- 1806 – John Stuart Mill, brittisk filosof, nationalekonom och liberal ideolog
- 1821 – Axel Nyblæus, svensk filosof
- 1822 – Frédéric Passy, fransk ekonom, mottagare av Nobels fredspris 1901
- 1830 – Hector Malot, fransk författare
- 1832 – Garretson Gibson, amerikansk-liberisk politiker, Liberias president 1900–1904
- 1845 – Johan Henrik Deuntzer, dansk politiker, Danmarks utrikesminister och konseljpresident 1901–1905
- 1860 – Eduard Buchner, tysk kemist, mottagare av Nobelpriset i kemi 1907
- 1863 – Marion Butler, amerikansk politiker, jurist och publicist, senator för North Carolina 1895–1901
- 1882 – Sigrid Undset, norsk författare, mottagare av Nobelpriset i litteratur 1928
- 1883 – Faisal I, kung av Irak 1921–1933
- 1889 – Karin Molander, svensk skådespelare
- 1893 – Hjalmar Gustafson, svensk lantbrukare och socialdemokratisk politiker
- 1906 – Giuseppe Siri, italiensk kardinal, ärkebiskop av Genua 1946–1987
- 1908 – James Stewart, amerikansk skådespelare
- 1915 – Moshe Dayan, israelisk militär, politiker, arkeolog och författare, Israels jordbruksminister 1959–1964, försvarsminister 1967–1974 och utrikesminister 1977–1979
- 1918 – Edward B. Lewis, amerikansk genetiker, mottagare av Nobelpriset i medicin 1995
- 1923 – Ingvar Kjellson, svensk skådespelare
- 1925
  - Amy Aaröe, svensk skådespelare och filmbolagsdirektör
  - Emy Storm, svensk skådespelare
- 1930 – Miguel Seijas, uruguayansk roddare
- 1938
  - Einar Bergh, svensk operasångare
  - Astrid Kirchherr, tysk fotograf
- 1940 – Sadaharu Oh, japansk basebollspelare
- 1944 – Michael Segerström, svensk skådespelare, regissör och manusförfattare
- 1945
  - Wally Herger, amerikansk republikansk politiker, kongressledamot 1987–2013
  - Anton Zeilinger, österrikisk kvantfysiker, mottagare av Nobelpriset i fysik 2022
- 1946 – Cherilyn Sarkisian, amerikansk sångare och skådespelare med artistnamnet Cher
- 1947 – Sven-Arne Hökenström, svensk graffitipionjär och konstnär.
- 1949
  - Bo Inge Andersson, svensk journalist och germanist
  - Nick Rahall, amerikansk demokratisk politiker
- 1950 – Wei Jingsheng, kinesisk aktivist för demokrati och mänskliga rättighter
- 1951 – Mike Crapo, amerikansk republikansk politiker, senator för Idaho 1999–
- 1952 – Staffan Götestam, svensk skådespelare, regissör, dramatiker och grundare av sagolekhuset Junibacken
- 1954 – Esko Aho, finländsk centerpartistisk politiker, Finlands statsminister 1991–1995
- 1959 – Israel Kamakawiwoʻole, amerikansk sångare och ukulelespelare
- 1963 – Brian Nash, brittisk musiker, gitarrist i gruppen Frankie Goes to Hollywood
- 1965
  - Ted Allen, amerikansk kock och tv-programledare
  - Emrik Larsson, svensk musiker och kompositör
- 1966 – Liselotte Neumann, svensk golfspelare
- 1967 – Graham Brady, brittisk konservativ politiker, parlamentsledamot 1997–2024
- 1972 – Andreas Lundstedt, svensk artist, koreograf, musiker och programledare, sångare i gruppen Alcazar
- 1975 – Ralph Firman, brittisk-irländsk racerförare
- 1977 – Sanna Stén, finländsk roddare
- 1981 – Iker Casillas, spansk fotbollsspelare
- 1982 – Petr Čech, tjeckisk fotbollsmålvakt
- 1985 – Chris Froome, brittisk cyklist
- 1994 – Frida Sandén, svensk sångare
- 1998 – Gabriella Palm, australisk vattenpolomålvakt

## Avlidna
- 965 – Gero I, omkring 65, sachsisk markgreve av Ostmark och Nordmark
- 1277 – Johannes XXI, omkring 62, påve sedan 1276
- 1444 – Bernardinus av Siena, 63, italiensk präst, franciskanmunk, predikant och helgon
- 1506 – Christofer Columbus, 54, italiensk-spansk sjöfarare och upptäcktsresande
- 1618 – Henrik Horn, 40, svensk diplomat och riksråd
- 1666 – Jordan Edenius, 41, svensk professor
- 1758 – Henric Benzelius, 68, svensk kyrkoman, biskop i Lunds stift 1740–1747, ärkebiskop i Uppsala stift sedan 1747
- 1834 – Gilbert du Motier, 76, fransk general och statsman
- 1837 – Johan Afzelius, 83, svensk kemist
- 1859 – Josip Jelačić, 57, ban av Kroatien sedan 1848
- 1865 – William K. Sebastian, 53, amerikansk demokratisk politiker, senator för Arkansas 1848–1861
- 1875 – Jesse D. Bright, 62, amerikansk demokratisk politiker, senator för Indiana 1845–1862
- 1876 – Willis A. Gorman, 60, amerikansk demokratisk politiker och general, guvernör i Minnesotaterritoriet 1853–1857
- 1880
  - Axel Adlercreutz, 59, svensk hovrättspresident och statsråd, riksdagsledamot 1847–1866 och sedan 1877, Sveriges justitiestatsminister 1870–1874
  - Henry S. Foote, 76, amerikansk politiker, senator för Mississippi 1847–1852
- 1885 – Frederick T. Frelinghuysen, 67, amerikansk republikansk politiker, USA:s utrikesminister 1881–1885
- 1897 – Joseph H. Earle, 50, amerikansk demokratisk politiker och jurist, senator för South Carolina sedan 4 mars samma år
- 1899 – Carlotta Grisi, 79, italiensk ballerina
- 1925 – Elias M. Ammons, 64, amerikansk politiker, guvernör i Colorado 1913–1915
- 1928 – Karl Husberg, 73, svensk ämbetsman och politiker, Sveriges ecklesiastikminister 1900–1905
- 1940 – Verner von Heidenstam, 80, svensk författare och poet, ledamot av Svenska Akademien sedan 1912, mottagare av Nobelpriset i litteratur  1916
- 1947 – Philipp Lenard, 84, ungersk-tysk fysiker, mottagare av Nobelpriset i fysik 1905
- 1958 – Frédéric François-Marsal, 84, fransk politiker, Frankrikes tillförordnade president 1924
- 1963 – Aron Gustafsson, 82, svensk lantbrukare och bondeförbundspolitiker
- 1969 – Agaton Blom, 75, svensk kommunistisk och nazistisk politiker, partiordförande för Socialistiska partiet 1943 och Svenska socialistiska partiet 1943–1948
- 1974 – Jean Daniélou, 69, fransk teolog och kardinal
- 1989 – Warren Magnuson, 84, amerikansk demokratisk politiker, senator för Washington 1944–1981
- 1999 – Massimo D'Antona, 51, italiensk professor (mördad)
- 2005
  - Paul Ricœur, 92, fransk filosof
  - J.D. Cannon, 83, amerikansk skådespelare
- 2008 – Hamilton Jordan, 63, amerikansk politiker, statstjänsteman och författare
- 2009
  - Lucy Gordon, 28, brittisk skådespelare
  - Yehoshua Zettler, 91, israelisk terrorist
- 2011 – Randy Savage, 58, amerikansk fribrottare
- 2012
  - Robin Gibb, 62, brittisk sångare, medlem i gruppen Bee Gees
  - Nils Jernsletten, 77, norsk samisk språkforskare
  - Abdelbaset al-Megrahi, 60, libysk underrättelseofficer, dömd för Lockerbieattentatet
- 2013
  - Ray Manzarek, 74, amerikansk keyboardist, medlem i gruppen The Doors
  - Kåge Jehrlander, 91, svensk operasångare
  - Anders Eliasson, 66, svensk tonsättare
- 2019
  - Niki Lauda, 70, österrikisk racerförare
  - Rudolf von Ribbentrop, 98, tysk officer i Waffen-SS, son till Joachim von Ribbentrop
- 2023 – Lars Ramqvist, 84, svensk kemist och företagsledare
- 2025 – Michael B. Tretow, 80, svensk ljudtekniker, kompositör och musiker, känd som Abbas ljudtekniker